# Swjatlana Radkewitsch
Swjatlana Mikalajeuna Radkewitsch (belarussisch Святлана Мікалаеўна Радкевіч, wiss. Transliteration Svjatlana Mikalaeŭna Radkevič; * 9. Oktober 1979 in Minsk) ist eine ehemalige belarussische Eisschnellläuferin.

## Werdegang
Radkewitsch wurde zweimal belarussische Juniorenmeisterin im Mehrkampf und nahm im Dezember 1999 in Warschau erstmals am Eisschnelllauf-Weltcup teil, wobei sie in der B-Gruppe die Plätze 13 und neun über 1000 m und den 11. Platz in der B-Gruppe über 500 m errang. Bei den Einzelstreckenweltmeisterschaften 2001 in Salt Lake City belegte sie den 21. Platz über 1500 m und bei der Sprintweltmeisterschaft 2001 in Inzell den 30. Rang im Sprint-Mehrkampf. In der Saison 2001/02 lief sie bei der Sprintweltmeisterschaft 2002 in Hamar auf den 26. Platz und bei den Olympischen Winterspielen 2002 in Salt Lake City auf den 33. Platz über 1000 m sowie auf den 28. Rang über 500 m. In den folgenden Jahren nahm sie an acht Einzelstreckenweltmeisterschaften (2003 in Berlin, 2004 in Seoul, 2005 in Inzell, 2007 in Salt Lake City, 2008 in Nagano, 2009 in Richmond, 2012 in Heerenveen und 2013 in Sotschi) teil. Ihre beste Platzierung dabei war im Jahr 2008 der 18. Platz über 500 m. Zudem startete sie bei sieben Sprintweltmeisterschaften (2003 in Calgary, 2004 in Nagano, 2006 in Heerenveen, 2007 in Hamar, 2008 in Heerenveen, 2012 in Calgary und 2013 in Salt Lake City). Dabei war im Jahr 2008 der 15. Platz ihr bestes Ergebnis. Ihr bestes Resultat im Weltcup errang sie im Dezember 2003 in Salt Lake City mit dem siebten Platz über 100 m. Bei den Olympischen Winterspielen 2006 in Turin kam sie auf den 33. Platz über 1000 m sowie auf den 27. Rang über 500 m und bei den Olympischen Winterspielen 2010 in Vancouver auf den 33. Platz über 500 m. Ihren letzten Weltcup absolvierte sie im Januar 2013 in Calgary, welchen sie in der B-Gruppe auf dem zehnten Platz über 500 m beendete.
Radkewitsch wurde viermal belarussische Meisterin im Sprint-Mehrkampf (2003, 2006, 2010, 2012) und je einmal im Kleinen-Vierkampf (2000) und über 500 m (2012).

## Erfolge

### Olympische Spiele
- 2002 Salt Lake City: 28. Platz 500 m, 33. Platz 1000 m
- 2006 Turin: 27. Platz 500 m, 33. Platz 1000 m
- 2010 Vancouver: 33. Platz 500 m

### Einzelstrecken-Weltmeisterschaften
- 2001 Salt Lake City: 21. Platz 1500 m
- 2003 Berlin: 20. Platz 500 m, 21. Platz 1000 m
- 2004 Seoul: 19. Platz 500 m, 19. Platz 1000 m
- 2005 Inzell: 21. Platz 500 m
- 2007 Salt Lake City: 21. Platz 500 m, 23. Platz 1000 m
- 2008 Nagano: 18. Platz 500 m, 23. Platz 1000 m
- 2009 Richmond: 24. Platz 1000 m
- 2012 Heerenveen: 20. Platz 500 m, 23. Platz 1000 m
- 2013 Sotschi: 22. Platz 1000 m, 23. Platz 500 m

### Sprint-Weltmeisterschaften
- 2001 Inzell: 30. Platz Mehrkampf
- 2002 Hamar: 26. Platz Mehrkampf
- 2003 Calgary: 27. Platz Mehrkampf
- 2004 Nagano: 23. Platz Mehrkampf
- 2006 Heerenveen: 28. Platz Mehrkampf
- 2007 Hamar: 25. Platz Mehrkampf
- 2008 Heerenveen: 15. Platz Mehrkampf
- 2012 Calgary: 21. Platz Mehrkampf
- 2013 Salt Lake City: 19. Platz Mehrkampf

## Persönliche Bestzeiten
| Disziplin | Zeit        | Datum            | Ort            |
| --------- | ----------- | ---------------- | -------------- |
| 500 m     | 38,42 s     | 19. Januar 2013  | Calgary        |
| 1000 m    | 1:16,61 min | 26. Januar 2013  | Salt Lake City |
| 1500 m    | 2:04,96 min | 28. Oktober 2007 | Calgary        |
| 3000 m    | 4:37,17 min | 5. Oktober 2007  | Calgary        |